# Nao Kusaka
Nao Kusaka (n. 28 noiembrie 2000, Takamatsu, Japonia) este un luptător ce a reprezentat Japonia, medaliat olimpic. A participat la o ediție a Jocurilor Olimpice (2024) în care a câștigat o medalie de aur.

## Participări
Lista de mai jos prezintă principalele competiții la care a participat Nao Kusaka de-a lungul carierei.
- Lupte la Jocurile Olimpice de vară din 2024 - Greco-roman masculin 77 kg